# Bookeen

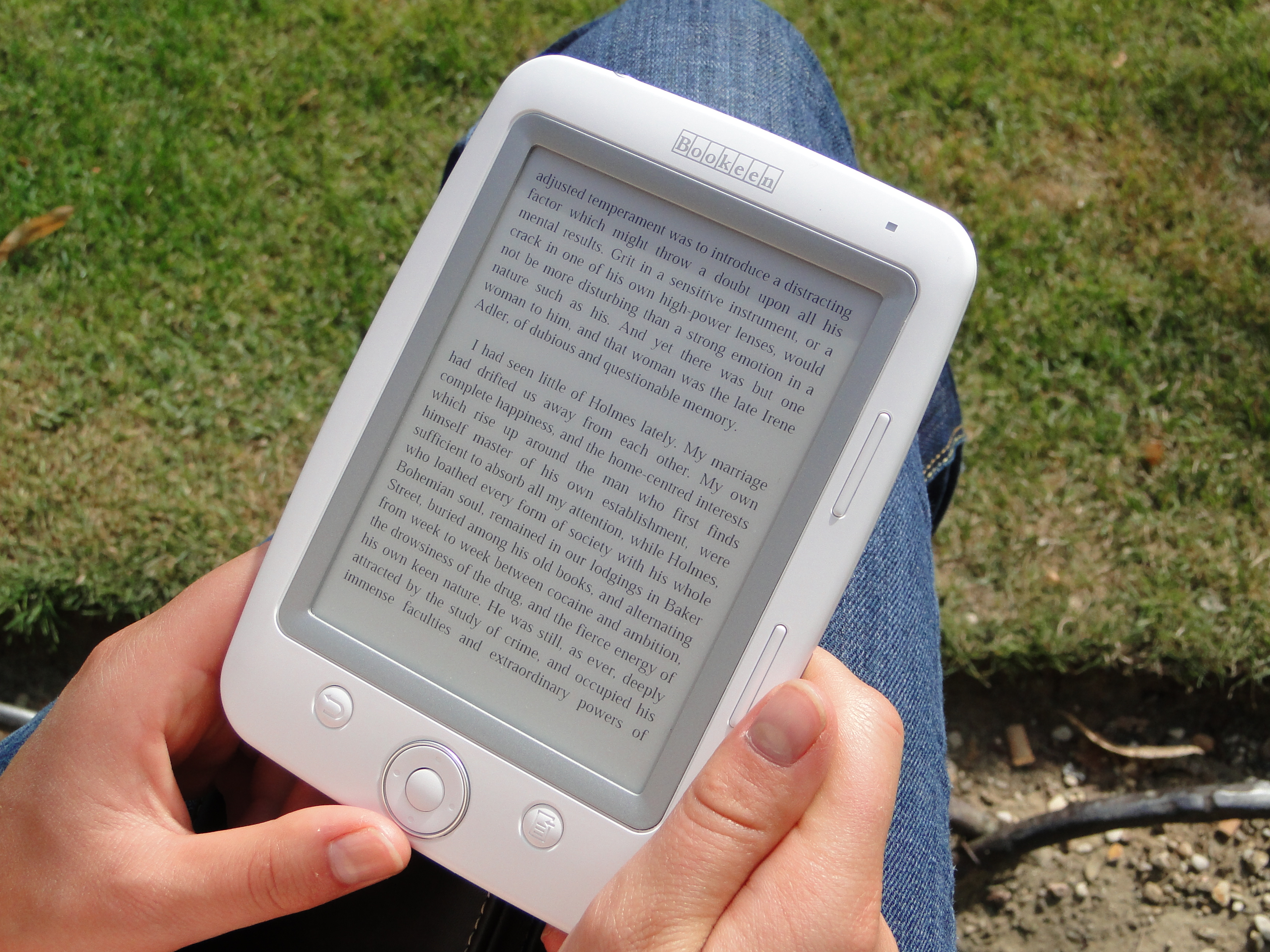
Cybook Opus by Bookeen

Bookeen es una empresa francesa que edita y comercializa libros electrónicos . Entre sus modelos destacamos el Cybook Gen3, el Cybook Opus y el Cybook Orizon. Pioneros Archivado el 8 de abril de 2010 en Wayback Machine. del libro electrónico, los cofundadores de Bookeen, Laurent Picard y Michael Dahan, antiguos empleados de Cytale, desarrollaron el primer libro electrónico en 1998 después de lo cual fundaron Bookeen en 2003, retomando activos de Cytale y siguiendo el desarrollo de los libros electrónicos. 